# Jacone
Jacopo di Giovanni di Francesco, dit Jacone (Florence, 1495-1554) est un peintre italien de l'école florentine.

## Biographie
Jacopo di Giovanni di Francesco entre comme apprenti dans l'atelier d'Andrea del Sarto, où il reste jusqu'à la mort du maître, en janvier 1521, en y jouissant toujours d'une autonomie créatrice. Il appartient au cercle de Pierfrancesco Riccio, majordome ducal délégué  à  la politique artistique avec Giovanni Battista del Tasso, maître-orfèvre avec, en positions secondaires, Tribolo et Baccio Bandinelli. Cette appartenance explique l'hostilité de Vasari, car ses amis furent toujours exclus des commissions majeures florentines  assignées à Riccio.
Revenu de Cortona, il approche le Pontormo, qui travaille à Florence et dans la campagne pour les Capponi, habituels commissionnaires du Pontormo. Ses dessins, dispersés en divers musées du monde, s'approchent dans leurs modalités soit du Pontormo mais aussi  du jeune Rosso Fiorentino et de Baccio Bandinelli, dans les positions inhabituelles et bizarres des figures.
En 1525, la Compagnie de l'Orciuolo, commande à l'artiste les décorations, avec neuf scènes de l'Ancien Testament, d'un arc triomphal pour la fête de  San Felice in Piazza (quartier de Florence), en partie exécutées par  Le Bacchiacca.
En 1536, avec Pier Francesco Foschi et d'autres peintres, il travaille sous la dépendance directe du Pontormo pour les décorations grotesques et autres de  la Villa Medicea di Careggi.
Peut-être renonce-t-il ensuite définitivement à la carrière artistique en choisissant de devenir cimatore (écimeur ?), métier plus humble mais plus sûr, car le 24 mai 1554, il est enterré à Ognissanti, et  noté Jacopo de Giovanni de Francesco « cimatore », dans le Livre des Morts de l'Arte dei Medici e Speziali et dans le Livre des Morts de l'Arte della Grascia.

## Œuvres
- Retable à Église de Santa Lucia de'Magnoli à Florence
- Deux retables à l'église Santa Maria delle Grazie al Calcinaio de Cortone dont il ne reste, à la suite d'une destruction au XIXe siècle, que deux prédelles  conservées au musée de l'Académie étrusque.
- Retable à la pinacothèque civique de Città di Castello
- Dessins au département des Arts graphiques du musée du Louvre :
  - Deux figures drapées et un putto
  - Vases et profil de vases

## Sources
- (it) Cet article est partiellement ou en totalité issu de l’article de Wikipédia en italien intitulé « Jacone » (voir la liste des auteurs).